# Plaza de la Villa
Plaza de la Villa – plac w Madrycie, położony przy Calle Mayor w dzielnicy Centro.
Powstał w miejscu arabskiego suku, zarówno w czasach mauretańskich, jak i w średniowieczu był centralnym placem targowym. Do czasu powstania Plaza Mayor był najważniejszym placem w mieście. Jest położony u zbiegu trzech małych uliczek, które są pozostałością pierwszego, średniowiecznego układu miasta, są to El Codo na wschodzie, Cordon na południe i Calle de Madrid na zachód. Na jego końcu stał wyburzony w XIX w. kościół San Salvador, w którym w średniowieczu zbierała się rada miejska.
W jego zarysie znajdują się główne fasady trzech budynków o wielkiej wartości historyczno-artystycznej, które zostały zbudowane na przestrzeni wieków. Najstarszym jest pochodzący z XV wieku Casa y Torre de los Lujanes, zbudowany w stylu gotycko-mudejarskim, który znajduje się po wschodniej stronie placu. Jego fasada jest przecięta pasami cegły i kamienia związanych zaprawą murarską, co było typowym rozwiązaniem ówczesnych siedzib arystokratycznych. Łuk po prawej stronie jest dziełem rzemieślników mudejarskich, główne wejście z lewej strony przebudował w latach 20. XX wieku Lius Bellido. Obok wznosi się Bazylika Papieska św. Michała w barokowym stylu z wklęsłą fasadą, zaprojektował ją Giacomo Bonavia w latach 1739-1745 dla Don Luisa, najmłodszego syna Filipa V i Isabelli Farnese. Obok kościoła znajduje się Pałac Arcybiskupów (Palacio Arzobispal).
Po drugiej, zachodniej stronie placu znajduje się barokowy pałac w stylu plateresco Casa de la Villa z XVII w., którego projektantem był Juan Gómez de Mora, pierwotny projekt powstał w 1599. Budowa trwała prawie pół wieku, zakończyła się w 1693, z tego powodu pierwszy poziom reprezentuje styl klasycystyczny, a kolejne są utrzymane w stylu barokowym. W dole placu znajduje się Casa de Cisneros z 1537. będący pałacem z fasadą w stylu plateresco, został zaprojektowany i wybudowany przez Benito Jimeneza de Cisneros dla własnej rodziny. Obecnie stanowi część ratusza, biuro burmistrza mieści się w wieży wychodzącej na plac. Wejście do budynku znajduje się obecnie od strony fasady, która została zmodernizowana na początku XX w. przez Luisa Bellida, wcześniej była to fasada tylna.
Na środku placu stoi pomnik admirała Álvaro de Bazána, markiza Santa Cruz, pierwszego dowódcy Wielkiej Armady. Autorem pomnika z 1891 był Mariano Benlliure.